# June Jacques
June Jacques (* um 1940, geborene June Vander Willigen) ist eine belgische Badmintonspielerin.

## Karriere
June Jacques wurde 1961 unter ihrem Geburtsnamen Vander Willigen erstmals nationale belgische Meisterin. 16 weitere Titelgewinne folgten bis 1973. 1964, 1965, 1969 und 1970 gewann sie die Swiss Open, 1968 die Belgian International und 1971 die French Open.

## Sportliche Erfolge
| Saison    | Veranstaltung                  | Disziplin   | Platz | Partner/in         |
| --------- | ------------------------------ | ----------- | ----- | ------------------ |
| 1960/1961 | Belgien: Einzelmeisterschaften | Damendoppel | 1     | Bep Verstoep       |
| 1962/1963 | Belgien: Einzelmeisterschaften | Mixed       | 1     | Herman Moens       |
| 1963/1964 | Belgien: Einzelmeisterschaften | Dameneinzel | 1     | -                  |
| 1963/1964 | Belgien: Einzelmeisterschaften | Mixed       | 1     | Herman Moens       |
| 1963/1964 | Belgien: Einzelmeisterschaften | Damendoppel | 1     | Bep Verstoep       |
| 1964      | Swiss Open                     | Damendoppel | 1     | Bep Verstoep       |
| 1964      | Swiss Open                     | Dameneinzel | 1     | -                  |
| 1964/1965 | Belgien: Einzelmeisterschaften | Damendoppel | 1     | Bep Verstoep       |
| 1965      | Swiss Open                     | Damendoppel | 1     | Bep Verstoep       |
| 1966/1967 | Belgien: Einzelmeisterschaften | Dameneinzel | 1     | -                  |
| 1966/1967 | Belgien: Einzelmeisterschaften | Damendoppel | 1     | Gerda Moens        |
| 1967/1968 | Belgien: Einzelmeisterschaften | Dameneinzel | 1     | -                  |
| 1967/1968 | Belgien: Einzelmeisterschaften | Damendoppel | 1     | Gerda Moens        |
| 1968      | Belgian International          | Damendoppel | 1     | Gerda Cairns       |
| 1968/1969 | Belgien: Einzelmeisterschaften | Dameneinzel | 1     | -                  |
| 1968/1969 | Belgien: Einzelmeisterschaften | Damendoppel | 1     | Gerda Cairns       |
| 1969      | Swiss Open                     | Mixed       | 1     | Roger Vanmeerbeek  |
| 1969      | Swiss Open                     | Damendoppel | 1     | Brigitte Potthoff  |
| 1969/1970 | Belgien: Einzelmeisterschaften | Mixed       | 1     | Roger Vanmeerbeek  |
| 1970      | Swiss Open                     | Damendoppel | 1     | Ingrid Wieltschnig |
| 1970/1971 | Belgien: Einzelmeisterschaften | Dameneinzel | 1     | -                  |
| 1970/1971 | Belgien: Einzelmeisterschaften | Damendoppel | 1     | Gerda Cairns       |
| 1971      | French Open                    | Damendoppel | 1     | Brigitte Potthoff  |
| 1972/1973 | Belgien: Einzelmeisterschaften | Damendoppel | 1     | Gerda Cairns       |
| 1972/1973 | Belgien: Einzelmeisterschaften | Dameneinzel | 1     | -                  |